# Business Center
Als Business Center oder Office Center bezeichnet man Gebäude sowie Gebäudekomplexe, in denen sich unter einem Dach eine größere Zahl von Büros und Konferenzräumen befindet. Dazu werden auf den Bürobetrieb bezogene Dienstleistungen angeboten. Business Center sind in der Regel in Großstädten, bei Messegeländen, bei größeren Flughäfen sowie in zentraler City-Lage angesiedelt.
Die unterschiedlich großen Büroflächen der Business Center werden teilweise von spezialisierten Büroservice-Unternehmen mit der entsprechenden Infrastruktur (Büromöbel, Telekommunikations- und Internetanschlüsse, teils auch Computer usw.) ausgestattet, betrieben und für einen mehr oder weniger langen Zeitraum an andere Unternehmen vermietet, seltener auch geleast. Bei Bedarf wird hierbei zudem das erforderliche Büropersonal oder spezialisiertes Personal minuten-/stundenweise zur Verfügung gestellt (Sekretariatsservice, Telefon- und Schreibservice, Übersetzer). Durch Inanspruchnahme von Büroflächen in Business Centern über einen Büroservice muss ein Unternehmen selbst nicht ständig (oder zumindest in geringerem Umfang) eine eigene derartige Infrastruktur unterhalten (Outsourcing), wird dadurch finanziell entlastet und flexibler. Eine solche schlanke Unternehmens-Infrastruktur ist besonders von Vorteil bei sehr kurzfristig und nur vorübergehend benötigtem Spitzenbedarf (zum Beispiel Tagungen oder während Messen außerhalb der normalen Firmenstandorte) oder in der Startup-Phase noch kapitalschwacher junger Unternehmen (zu letzteren siehe auch: Gründerzentrum).